# كارلي كلوس
كارلي إليزابيث كلوس (بالإنجليزية: Karlie Elizabeth Kloss) وهي عارضة أزياء أمريكية وُلِدَت في يَوم 3 أغسطس 1992 في مدينة شيكاغو في ولاية إلينوي في الولايات المتحدة، كلوس هي ضمن أفضل 50 عارضة أزياء حسب مجلة فوجي باريس حيث أعلنت أنها في المرتبة ال30 كلوس تعمل حالياً مع فيكتوريا سيكريت.

## روابط خارجية
- كارلي كلوس على موقع IMDb (الإنجليزية)
- كارلي كلوس على موقع روتن توميتوز (الإنجليزية)
- كارلي كلوس على موقع قاعدة بيانات الفيلم (الإنجليزية)
- كارلي كلوس على موقع دليل عارضات الأزياء (الإنجليزية)